# Džanet

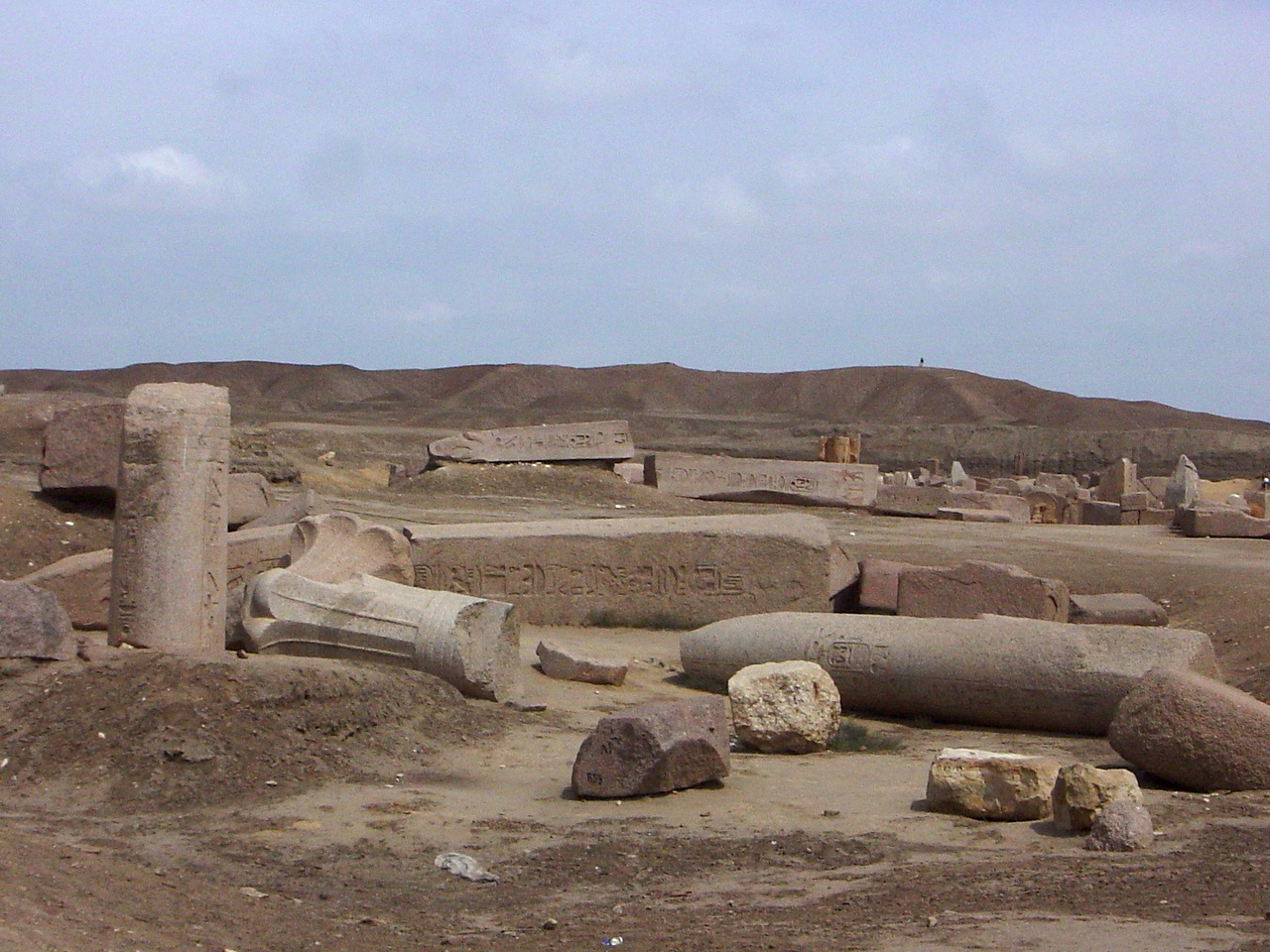
Ruiny města Tanis.

| I10 · D36 | n · t · Z1 | N35A | N36 · N21 · O49 |

| I10 · D36 | n · t · Z1 | N35A | N36 · N21 · O49 |

| I10 · D36 | n · t · O49 |

| I10 · D36 | n · t · O49 |

Džanet (řecky Τανις – Tanis, hebrejsky Zoan) bylo významné město ve starověkém Egyptě na seveovýchodě nilské delty na jednom z říčních ramen, po 20. dynastii středisko dolnoegyptského 14. a v Pozdní době 19. nomu. Město zde vzniklo pravděpodobně již ve Staré říši. Největšího významu dosáhlo ve Třetí přechodné době, kdy bylo sídlem panovníků 21. a 22. dynastie – Džanet byl přebudován v rozsáhlé město, které mělo být protiváhou náboženského a politického významu hornoegyptského Vesetu. Při výstavbě byly použity části starších staveb z různých míst. Důležitým centrem bylo také v ptolemaiovské době. Archeologická lokalita odpovídající oblasti někdejšího města s pozůstatky Amonova chrámového okrsku a královské nekropole, kde byly nalezeny nedotčené hrobky, se nacházejí na místě dnes zvaném Sán el-Hagar.